# Cmentarz na Tarchominie
Cmentarz na Tarchominie – cmentarz rzymskokatolicki znajdujący się przy ul. Józefa Mehoffera na osiedlu Tarchomin w warszawskiej dzielnicy Białołęka.

## Historia
Cmentarz powstał w tym samym okresie, co tutejsza parafia  św. Jakuba Apostoła, tj. na początku XVI wieku. Ma on kształt prostokąta. 
Został powiększony w 1945 poprzez zajęcie terenów dawnego cmentarza luterańskiego. Po raz drugi cmentarz został powiększony w 1959 roku z donacji Leona Hajdzionego. 
Cmentarz obejmuje też tereny dawnego cmentarza polskokatolickiego. 
Na cmentarzu znajdują się nieliczne pochówki żołnierzy poległych w czasie II wojny światowej (większość została po wojnie przeniesiona na cmentarz Wojskowy na Powązkach). Znajduje się tam również wydzielona kwatera zakonnic ze Zgromadzenia Sióstr Rodziny Maryi.
W centralnej części nekropolii znajduje się niewielka kaplica cmentarna.